# Jan Lewan
Jan Lewandowski, meglio conosciuto come Jan Lewan (Bydgoszcz, 15 agosto 1941), è un truffatore, cantante e bandleader polacco.
Oltre che per la sua fortunata carriera musicale negli USA, Lewan viene ricordato per aver avviato uno schema Ponzi.

## Biografia
Stando al suo sito web, l'artista sarebbe nato nel 1941 a Bydgoszcz, nel nord della Polonia, quando l'esercito tedesco occupò il paese. Appassionatosi di musica quando era bambino, Lewan si sarebbe iscritto al conservatorio di Danzica e avrebbe preso parte a un'opera. Lewan avrebbe prestato servizio nelle Forze Armate polacche per alcuni anni assieme ai giovani dell'epoca. Lewan avrebbe tenuto concerti di musica polka nelle music-hall e nei teatri di tutta la Polonia e del Nord Europa, e collaborato con la Filarmonica Nazionale di Varsavia.
Dopo la sua carriera in Europa, Lewan si trasferì nella Pennsylvania nord-orientale passando per il Canada. Lewan fu uno dei fondatori della Pennsylvania Polka della rete televisiva Pennsylvania Cable Network. Durante la seconda metà del Novecento, Lewan fece molti concerti negli USA e all'estero che toccarono Polonia, Irlanda, Italia, Germania, Francia, Belgio, Inghilterra, Israele, Russia, Grecia, Egitto e Ucraina.
Lewan disponeva di una piccola orchestra di polka e registrò diversi album. Nel 1995, un suo disco venne nominato a un Grammy. Nel frattempo, l'artista si esibì nel prestigioso Showroom Hilton di Las Vegas, al Las Vegas Sands Convention Center, al Trump Plaza Hotel di Atlantic City, all'Atlantis Hotel and Casino, e al Trump Castle Hotel Casino.
Il 26 gennaio 2001, Jan Lewan e la sua band furono vittima di un incidente mentre stavano facendo tappa in Florida in vista di sei concerti: l'artista polacco rimase ferito, suo figlio sopravvisse nonostante le lesioni gravi, mentre due musicisti dell'orchestra morirono.
Quando tornava negli Stati Uniti dalla Polonia, Lewan riportava gioielli e altri beni da vendere nel negozio di sua proprietà ad Hazleton. Per finanziare la sua attività commerciale, Lewan vendeva azioni promettendo rendimenti del 12% e del 20% agli investitori, molti dei quali avevano viaggiato con lui. Benché lo stato della Pennsylvania lo avesse invitato a smettere di vendere titoli azionari, Lewan perseguì i suoi illeciti.
Nel 2004 Lewan venne arrestato per aver frodato circa 400 persone in 22 stati per milioni di dollari. Il cantante venne condannato a cinque anni e 11 mesi di reclusione da un giudice della corte federale, e a sette anni nel New Jersey che vennero scontati contemporaneamente. Lewan venne processato dalla Divisione di Giustizia Penale del New Jersey. Il caso venne gestito dal vice procuratore generale Francine Pozner-Ehrenberg. Lewan fu condannato dalla Corte Superiore della contea di Mercer con l'accusa di riciclaggio di denaro e frode finanziaria. Mentre era in prigione nel Delaware nel 2004, Lewan venne pugnalato al collo da un compagno di cella. Dopo alcuni giorni di degenza in un ospedale vicino, venne riaccompagnato nel carcere. Lewan fu scarcerato nel 2009.
La controversa carriera di Lewan viene documentata in film quali Mystery of the Polka King (2007), The Man Who Would Be Polka King (2009), e Il re della polka (2017), in cui l'artista polacco è interpretato da Jack Black.

## Vita privata
Lewan incontrò la sua prima moglie Rhonda durante un concerto tenuto in occasione di un telethon. I due divorziarono nel 2011. Più tardi, Rhonda sposò Steve Saive, l'ex trombettista della band di Jan Lewan.

## Discografia parziale
- 1974 – Remember Me My Love
- 1974 – My Home Waits for You...
- 1979 – Good Bye My Love Good Bye
- 1980 – Jeszcze Polska Nie Zginela Polish Church Songs
- 1982 – Our Lady of Częstochowa | "Czarna Madonna"
- 1987 – Don’t You Worry (con i Jan Lewan Orchestra)
- 1988 – Las Vegas Polka (con i Jan Lewan Orchestra)
- 1990 – Send Her Roses (con i Jan Lewan Orchestra)